# Rosaria Capacchione
Rosaria Capacchione (ur. 16 lutego 1960 w Neapolu) – włoska dziennikarka prasowa, autorka publicystyki antymafijnej, a także senator.

## Życiorys
W 1983 rozpoczęła pracę w dziennikarstwie, od 1985 związana z neapolitańskim dziennikiem „Il Mattino”, w którym zajęła się głównie problematyką przestępczości i relacjonowaniem procesów sądowych. Zaangażowała się w zwalczanie camorry, w konsekwencji wielokrotnie grożono jej pozbawieniem życia, co skutkowało koniecznością wieloletniego życia pod stałą ochroną.
Rosaria Capacchione jest także autorką książki L'oro della camorra (2008). Za swoją pracę dziennikarską była wielokrotnie wyróżniana, m.in. nagrodami imienia Enza Biagigo, Elsy Morante i Paola Borsellino.
W 2009 bez powodzenia kandydowała z listy Partii Demokratycznej do Parlamentu Europejskiego (uzyskując około 74 tys. głosów preferencyjnych). W 2013 została kandydatką tego ugrupowania do Senatu w przedterminowych wyborach parlamentarnych, uzyskując mandat senatora XVII kadencji.